# Bilal Tabur
Bilal Tabur (ur. 1 stycznia 1949 w  Gaziantepie) – turecki zapaśnik walczący w stylu klasycznym. Olimpijczyk z Montrealu 1976, gdzie odpadł w eliminacjach w kategorii do 52 kg.
Srebrny medalista mistrzostw świata w 1975. Trzeci na mistrzostwach Europy w 1975 roku.